# Возвращённые имена
Возвращённые имена — электронный банк данных жертв политических репрессий в СССР, поддерживается центром «Возвращённые имена» при Российской национальной библиотеке. Главная цель проекта — предоставление через интернет всеобщего открытого доступа к истории политических репрессий, организованного на территории России в период с 1917 года.
Международный проект выполняется при поддержке «Фонда Форда».